# Never Turn Your Back on a Friend
Never Turn Your Back On A Friend je třetí album skupiny Budgie, vydané v roce 1973 (viz 1973 v hudbě). Remasterovaná verze byla vydána koncem roku 2004.
Album je pozoruhodné proto, že obsahuje hit „Breadfan“, jehož coververzi nahrála v roce 1988 Metallica.

## Seznam stop
1. Breadfan – 6:10
2. Baby Please Don't Go – 5:30
3. You Know I'll Always Love You – 2:15
4. You're The Biggest Thing Since Powdered Milk – 8:51
5. In The Grip Of A Tyrefitter's Hand – 6:29
6. Riding My Nightmare – 2:42
7. Parents – 10:25
  - Bonusy na remasterované verzi:
8. Breadfan (2003 Version)
9. Parents (2004 Acoustic Version)
10. Breadfan (Live 1973)

## Obsazení
- Burke Shelley - sólová zpěv, baskytara
- Tony Bourge - kytara, doprovodný zpěv
- Ray Phillips - bicí